# Abel Hermant
Abel Hermant (født 3. februar 1862 i Paris, død 29. september 1950 i Chantilly) var en fransk forfatter.
Efter at have debuteret 1883 med en samling digte, påvirkede af Baudelaire, udgav han en lang række romaner, hvoraf de første, M. Rabosson (1884), Le cavalier Miserey (1887), Nathalie Madorée (1888) og La surintendante (1889) var naturalistiske og vakte delvis skandaløs opsigt. Senere behandlede han sjælelige undtagelsestilfælde og gav intime sædeskildringer fra Pariserlivet, til dels rene nøgleromaner eller fremtrædende i fingeret memoireform; en del af hans romaner er dog også af kosmopolitisk tilsnit.
Det vigtigste af hans værker er: Cœurs à part (1890), L'amant exotique (1891), Ermeline (1892), La carrière (1894), Le frisson de Paris, Le sceptre (1896), Les transatlantiques (1897), Souvenirs du vicomte de Courpière (1901), Confessions d'un enfant d'hier (1903), Confessions d'un homme d'aujourd'hui (1906), Les grands bourgeois (1906), La discorde (1907), Les affranchis (1908), Les confidences d'une biche (1909), Train de luxe (1909), Histoire d'un fils de roi (1911), Les renards (1912) og Coutras voyage (1912).
Af hans teaterstykker, der for en del er dramatiseringer af hans romaner, kan nævnes: La meule (1896), La carrière (1897), Le faubourg (1900), L'esbroufe (1904), La belle Mme Héber (1905), Les Jacobines (1907), Monsieur de Courpière (1908), Le cadet de Coutras (1912, med Yves Mirande) o. s. fr. Hans Essais de critique (1912) indeholder afhandlinger om Balzac, Zola, Daudet, Maupassant, Hervieu og flere.
Hermant gjorde efter første verdenskrig en bemærkelsesværdig drejning over mod den højere psykologi: Le Cycle de Lord Chelsea, 4 bind (1923), viser ham som elev af Freud. Endvidere må nævnes Camille aux Cheveux courts (1927). 